# Campionat de Catalunya d'hoquei sobre herba femení 2020-2021
El Campionat de Catalunya de Divisió d'Honor femenina 2020-21 fou la seixanta-quatrena edició de la competició. Se celebrà el 28 d'agost fins al 13 de setembre de 2020 i fou organitzada per la Federació Catalana de Hockey. Hi participaren cinc equips, la majoria dels quals competiren a la Lliga espanyola d'hoquei sobre herba. La competició es disputà en dues fases, una primera, en format de lliga regular a una volta, i una segona, amb final i partit pel tercer i quart lloc. La final del campionat es disputà el 13 de setembre a les instal·lacions del Júnior FC de Sant Cugat del Vallès, i fou retransmesa en directe pel canal Esport3 i el canal de YouTube de la Federació Catalana de Hockey. A causa de la pandèmia de COVID-19, tota la competició es disputà amb les restriccions d'aforament i els protocols sanitaris de prevenció de risc de contagi.
Es proclamà campió el Júnior FC, que s'imposà a la final per 2 a 1 al RC Polo i aconseguí el seu onzè títol de campionat de Catalunya, quart consecutiu des del 2017.

## Clubs participants
- Atlètic Terrassa Hockey Club
- Club Egara
- Júnior Futbol Club
- Reial Club de Polo de Barcelona
- Club Deportiu Terrassa

## Primera fase

### Lligueta
| 28 d'agost         | Júnior FC                             | 3-0     | CD Terrassa | Sant Cugat del Vallès                                      |  |
| 18:00 CET Partit 1 | Oliva 17' (p.) · Alonso 42' · Gil 45' | Informe |             | Camp del Júnior FC Àrbitres: Sandra Adell i Joan Verdaguer |  |

| 28 d'agost         | RC Polo | 6-1     | Atlètic Terrassa HC | Barcelona                               |  |
| 18:00 CET Partit 2 |         | Informe |                     | Àrbitres: Narcís Carrió i Kety Gorgadze |  |

| 30 d'agost         | Atlètic Terrassa HC | 0-4     | Júnior FC                       | Terrassa                                                   |  |
| 10:30 CET Partit 3 |                     | Informe | M. Serrahima Oliva Bosch Alonso | Camp de Can Salas Àrbitres: Nicolas Falcones i Albert Pons |  |

| 30 d'agost         | Club Egara | 0-4     | RC Polo                                   | Terrassa                                                   |  |
| 12:00 CET Partit 4 |            | Informe | Giné 14' · Mut 25' · Teves 37' · Segu 58' | Camp Pla del Bon Aire Àrbitres: ignais Ribó i Paul Salvati |  |

| 3 de setembre      | CD Terrassa | 2-1     | CD Terrassa | Terrassa                                                       |  |
| 20:30 CET Partit 5 |             | Informe |             | Camp Les Pedritxes Àrbitres: María Asunción Pérez i Marc Palet |  |

| 3 de setembre      | Júnior FC | 1-0     | Club Egara | Sant Cugat del Vallès                                 |  |
| 20:30 CET Partit 6 |           | Informe |            | Camp del Júnior FC Àrbitres: Marc Heras i Albert Pons |  |

| 6 de setembre      | Club Egara | 3-0     | CD Terrassa | Terrassa                                                              |  |
| 10:45 CET Partit 7 |            | Informe |             | Camp Pla del Bon Aire Àrbitres: Fernando Agustín Macías i Ignasi Ribó |  |

| 6 de setembre      | RC Polo | 1-1     | Júnior FC | Barcelona                                |  |
| 20:30 CET Partit 8 |         | Informe |           | Àrbitres: Kety Gorgadze i Joan Verdaguer |  |

| 12 de setembre     | Atlètic Terrassa HC | 3-2     | Club Egara      | Terrassa                                                           |  |
| 10:45 CET Partit 9 | Torrent (2) · Barba | Informe | Colet · Gispert | Camp de Can Salas Àrbitres: Albert Carné i Fernando Agustín Macías |  |

| 12 de setembre      | CD Terrassa | 1-2     | RC Polo        | Terrassa                                                  |  |
| 12:30 CET Partit 10 | Ycart       | Informe | Teves · Zaldua | Camp Les Pedritxes Àrbitres: Albert Pons i Joan Verdaguer |  |

### Classificació
En finalitzar la fase de la lligueta, es classificaren per a disputar la final del campionat el RC Polo i el Júnior FC, vuitena consecutiva des del 2013, amb tres victòries i un empat, respectivament. El Club Egara i l'Atlètic Terrassa HC es classificaren per a disputar el partit de la medalla de bronze.
| Pos | Equip               | PJ | PG | PE | PP | GF | GC | DG  | Pts |                                      |  | POL | JUN | EGA | ATL | TER |
| --- | ------------------- | -- | -- | -- | -- | -- | -- | --- | --- | ------------------------------------ |  | --- | --- | --- | --- | --- |
| 1   | RC Polo             | 4  | 3  | 1  | 0  | 13 | 3  | +10 | 10  | Classificats per la final            |  | —   | 1–1 | 4–0 | 6–1 | 2–1 |
| 2   | Júnior FC           | 4  | 3  | 1  | 0  | 9  | 1  | +8  | 10  | Classificats per la final            |  |     | —   | 1–0 | 4–0 | 3–0 |
| 3   | Club Egara          | 4  | 1  | 0  | 3  | 5  | 8  | −3  | 3   | Classificats pel tercer i quart lloc |  |     |     | —   | 2–3 | 3–0 |
| 4   | Atlètic Terrassa HC | 4  | 1  | 0  | 3  | 5  | 14 | −9  | 3   | Classificats pel tercer i quart lloc |  |     |     |     | —   | 1–2 |
| 5   | CD Terrassa         | 4  | 1  | 0  | 3  | 3  | 9  | −6  | 3   |                                      |  |     |     |     |     | —   |

## Fase final

### Tercer i quart lloc
El Club Egara guanyà per 2 a 1 a l'Atlètic Terrassa HC en el partit de la medalla de bronze.
| 13 de setembre 12:00 CET Tercer i quart lloc |

| Club Egara | 2-1     | Atlètic Terrassa HC |
| ---------- | ------- | ------------------- |
|            | Informe |                     |

| Camp Pla del Bon Aire, Terrassa Àrbitres: Pau Cabeza, Marc Heras i Joan Griera |

### Final
El RC Polo i el Júnior FC disputaren la final del Campionat de Catalunya 2020-21 a les instal·lacions del Júnior FC de Sant Cugat del Vallès. La final es disputà amb les restriccions d'aforament i els protocols sanitaris de prevenció de risc de contagi del COVID-19 i fou retransmesa en directe pel canal Esport3 i el canal de YouTube de la Federació Catalana de Hockey. El Júnior FC s'imposà per 2 a 1 al RC Polo en un final ajustada, amb gols de Laura Bosch i Berta Serrahima, per part cugatenca, i Isabel Zaldúa, per part barcelonina. El club cugatenc guanyà el seu onzè títol de campionat de Catalunya, quart consecutiu des del 2017.
| 13 de setembre 15:30 CET Final |

| RC Polo         | 1-2                    | Júnior FC                        |
| --------------- | ---------------------- | -------------------------------- |
| Zaldua 68' (p.) | Informe Notícia Partit | Bosch 4' · B. Serrahima 22' (p.) |

| Camp del Júnior FC, Sant Cugat del Vallès Àrbitres: Sandra Adell, Kety Gorgadze i Rosa Boix |

| }} RC Polo | }} Júnior FC |

| #                         | Pos. | Nom                  |  |
| ------------------------- | ---- | -------------------- |  |
| 1                         | POR  | Adriana Costafreda   |  |
| 2                         |      | Lorena Vives         |  |
| 4                         |      | Marta de Mir         |  |
| 5                         |      | Isabel Zaldua        |  |
| 7                         |      | Inés Fanlo           |  |
| 8                         |      | Nora Louisa Bruinsma |  |
| 11                        |      | Maria Sofia Darnay   |  |
| 12                        |      | Florencia Amundson   |  |
| 14                        |      | Ivone Guilera Rovira |  |
| 15                        |      | Carlota Guerrero     |  |
| 16                        |      | Constanza Amundson   |  |
| 17                        |      | Marta Segú           |  |
| 19                        |      | Melani Garcia        |  |
| 20                        |      | Xantal Giné          |  |
| 22                        |      | Irene Madurga        |  |
| 31                        |      | Sofia Valverde       |  |
| 36                        |      | Paulina Mut          |  |
| 51                        |      | Patricia Portabella  |  |
| Entrenador                |      |                      |  |
| Fabrizio Alberto Demarchi |      |                      |  |

| Campió de Catalunya d'hoquei 2020-21 |
| ------------------------------------ |
| Júnior FC Onze títol                 |

| #              | Pos. | Nom               |  |
| -------------- | ---- | ----------------- |  |
| 1              | POR  | Natalia Salvador  |  |
| 4              |      | Laura Bosch       |  |
| 5              |      | Berta Serrahima   |  |
| 7              |      | Carlota Petchamé  |  |
| 8              |      | Andrea Alonso     |  |
| 9              |      | Anna Gil          |  |
| 10             |      | Mariona Serrahima |  |
| 14             |      | Marta Lamoglia    |  |
| 15             |      | Maialen García    |  |
| 16             |      | Cristina Guinea   |  |
| 17             |      | Júlia Strappato   |  |
| 18             |      | Mariona San José  |  |
| 19             |      | Anna Serrahima    |  |
| 20             |      | Laia Vidosa       |  |
| 22             |      | Stefania Piris    |  |
| 23             |      | Georgina Oliva    |  |
| 28             |      | Anna Tolra        |  |
| 29             |      | Jana Martínez     |  |
| Entrenador     |      |                   |  |
| Marcel Malgosa |      |                   |  |